# Britt-Airways-Flug 2574
Am 11. September 1991 verunglückte eine Embraer EMB 120 der Britt Airways, die sich auf dem Britt-Airways-Flug 2574 von Laredo nach Houston befand. Bei dem Absturz kamen alle 14 Insassen ums Leben. Da der Absturz laut Augenzeugen am Boden mit einer starken Feuererscheinung einherging, spekulierten die Medien über eine Bombenexplosion im Flug, was durch das National Transportation Safety Board ausgeschlossen werden konnte. Ursache war die fehlerhafte und unvorschriftsmäßige Wartung am linken Höhenleitwerk.

## Flugzeug und Besatzung

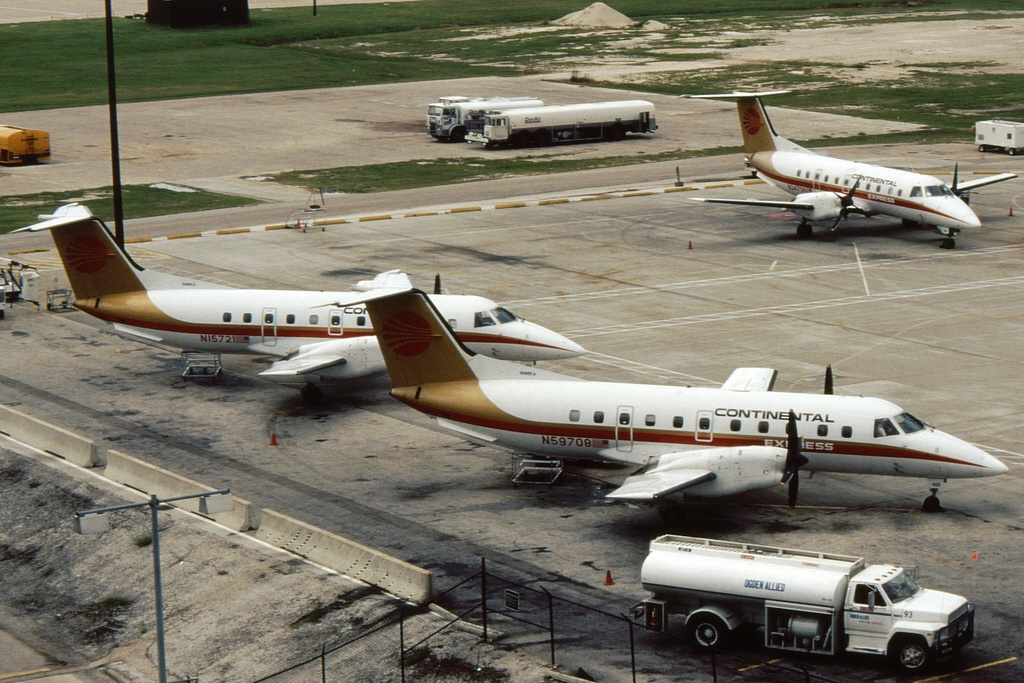
Drei Embraer EMB 120 in damaligen Farben der Continental Express

Die Embraer EMB 120 mit der Seriennummer: 120-L77 wurde 1988, drei Jahre vor dem Unfall gefertigt und hatte 7.229 Flugstunden bei 10.009 Flügen hinter sich. Die Federal Aviation Administration ermittelte, dass die Maschine schon 33 Mal ungeplant gewartet worden war.
Die Crew bestand aus dem 29-jährigen Piloten Brad Patridge aus Kingwood in Texas und dem 43-jährigen Clint Rodosovich aus Houston als erstem Offizier. Beide waren erfahrene Piloten mit 4.243 Flugstunden beziehungsweise 11.543 Flugstunden.

## Flugverlauf
Die Maschine hob planmäßig um 09:09 Uhr vom Laredo International Airport ab. Nach dem Start wurde Flug 2574 eine Reiseflughöhe auf Flugfläche 250 (25.000 Fuß – 7.620 m) zugewiesen. Später bekam die Crew die Anweisung, auf Flugfläche 240 zu sinken. Um 9:48 Uhr kontaktierte die Crew das Houston Air Route Traffic Control Center und bekam um 9:54 Uhr die Freigabe, auf 9.000 Fuß zu sinken. Um 10:03 Uhr, auf einer Höhe von etwa 11.800 Fuß und bei einer Geschwindigkeit von 260 Knoten riss die Flossennase (Frontabdeckung) des linken Höhenruders ab, wodurch das Flugzeug steil nach unten gezogen wurde und über die linke Tragfläche rollte. Durch die enormen g-Kräfte wurden beide Piloten bewusstlos, und die linke Tragfläche riss ab. Um 10:04 Uhr schlug die brennende Maschine am Eagle Lake (Texas) auf den Boden auf.
Die abgerissene Flossennase konnte weit von der Absturzstelle unter einem Weidezaun geborgen werden. Sie führte die Unfalluntersuchsbehörde zur Absturzursache infolge gravierender Wartungsmängel.

## Ursache
Das NTSB kritisierte, dass schlechte Wartung und mangelnde Kontrolle der Einhaltung anerkannter Vorgaben seitens der Firmenleitung zum Absturz geführt hatten. Man hatte die rechte Flossennase gewartet – Abnahme, Tausch der Enteisungsmatte und Montage –, die linke aus Zeitknappheit jedoch nicht. Allerdings waren die oberen Schrauben der linken Flossennase bereits gelöst und nicht wieder festgezogen worden. Dies wurde der Wartungsleitung nicht mitgeteilt. Des Weiteren wurde kein Wartungsprotokoll angefertigt. So riss die linke Flossennase infolge fehlender Befestigung und enormem Luftzug bei circa 480 km/h ab.

## Verfilmung
Der Unfall wurde 2011 in der vierten Folge der 11. Staffel unter dem Titel Breakup Over Texas bzw. dem deutschen Titel Absturz über Texas" in der kanadischen Fernsehserie Mayday – Alarm im Cockpit dokumentiert.

## Quelle
- Aircraft Accident Report PB92-910405. (pdf) National Transportation Safety Board, 21. Juli 1992, abgerufen am 23. April 2018 (englisch).
- Aviation Accident Final Report DCA91MA052. National Transportation Safety Board, 9. Dezember 1993, abgerufen am 23. April 2018 (englisch).